# Shukufuku
Shukufuku (祝福, englischer Titel The Blessing) ist ein Lied des japanischen Popmusikduos Yoasobi, welches am 1. Oktober 2022 zunächst auf digitaler Ebene als Musikdownload und als Stream veröffentlicht wurde. Eine physische Veröffentlichung der Single auf CD erfolgte am 9. November gleichen Jahres zeitgleich mit der Herausgabe der englischen Version des Liedes. Das Werk wurde über Sony Music Entertainment Japan herausgebracht. Shukufuku ist auf der EP The Book 3 enthalten, die am 4. Oktober 2023 erscheint.
Shukufuku ist das Lied im Vorspann zur ersten Staffel der Mecha-Animeserie Mobile Suit Gundam: The Witch from Mercury und basiert auf Ichirō Ōkouchis Kurzroman Yurikago no Hoshi. Kommerziell erreichte das Lied Platz drei der japanischen Singlecharts von Oricon sowie den zweiten Platz in den Billboard Japan Hot 100. Zwischenzeitlich wurde das Werk von der Recording Industry Association of Japan mit einer Goldenen und einer Platin-Schallplatte bedacht.

## Hintergrund
Ab dem 2. September 2022 begann das Duo damit, kryptische Fotos und Videos mit dem Verweis coming soon auf ihrem Twitter-Profil zu veröffentlichen. Zwei Tage darauf wurde ein Werbetrailer für die zu diesem Zeitpunkt in Produktion befindliche Anime-Fernsehserie Mobile Suit Gundam: The Witch from Mercury veröffentlicht, in der bekannt gegeben wurde, dass Yoasobi mit der Komposition und Produktion der Vorspannmusik betraut wurden.
Das Lied basiert auf dem Kurzroman Yurikago no Hoshi (Originaltitel: ゆりかごの星) von Ichirō Ōkouchi, welcher sich ebenfalls für das Drehbuch der Anime-Fernsehserie verantwortlich zeigte. Der Roman wurde am 2. Oktober 2022 auf der offiziellen Homepage der Anime-Fernsehserie veröffentlicht.

## Komposition
Geschrieben und komponiert wurde das Lied von Ayase basierend auf einen Kurzroman von Ichirō Ōkouchi. Es wird als Electro- bzw. Dance-Pop-Lied mit einer „eingängigen Melodie und pochenden Beats“ beschrieben.
Das Lied beschreibt die Beziehung der Hauptprotagonistin Suletta Mercury und ihrem Aerial XVX-016 aus der Sicht des Gundams. Geschrieben wurde das Lied in E-Moll, hat eine Schnelligkeit von 170 BPM und eine gesamte Spiellänge von drei Minuten und 16 Sekunden.

## Mitwirkende
| Musiker - Ayase – Produktion, Komposition, Songwriting - Ikura – Gesang - Ichirō Ōkouchi – Textvorlage - Takeruru – E-Gitarre - Hikaru Yamamoto – E-Bass Aufnahme - Takayuki Saitō – Tonaufnahme (Gesang) - Masahiko Fukui – Mixing - Hidekizu Sakai – Mastering Vertrieb - Sony Music Entertainment Japan – Musiklabel - Orchard Enterprises Music – Verlag | Musikvideo - Nobutaka Yoda (10Gauge) – Regie - Yutaro Kubo – Animationsregie, Konzept, Foto - Satomi Maiya – Konzept - Bandai Namco Filmworks – Produktion - Koshian – Art, Setting - Yume Ukai – Antimation - Eri Okazaki (Calf) – Animation - Takuto Katayama – Animation - Aya Kondo (Wit Studio) – Animation - Harune Sato – Animation - Jun Takizawa – Animation - Miki Tanaka – Animation - Kanae Miya – Animation - Natsuki Matsuoka – Animation - Kazushige Yusa – Animation - Shinpei Nagashima – 3DCG-Animation |

## Veröffentlichungshistorie
Die gekürzte TV-Version des Liedes wurde am 16. September 2022 im Rahmen des Radioprogramms All Night Nippon vorgestellt. Das Coverdesign für die digitale Singleversion wurde neun Tage später veröffentlicht. Am 1. Oktober 2022, einen Tag vor dem Start der Serie, wurde das Lied auf allen digitalen Plattformen als Musikdownload und Musikstream veröffentlicht.
Eine limitierte CD-Version wurde am 9. November 2022 veröffentlicht. Diese enthält neben der japanischen Originalfassung und der gekürzten TV-Version des Liedes, zusätzlich die englischsprachige Fassung, sowie eine Instrumentalversion des Stückes. Als Bonusmaterial liegt unter anderem eine gedruckte Version des Kurzromans, welche die Textvorlage des Liedes darstellt, sowie ein Abziehbild bei. Die englische Version des Liedes wurde gemeinsam mit der CD-Version als Standalone-Single auf digitaler Ebene veröffentlicht und ist auf der digitalen EP E-Side 2 zu finden, welche am 18. November offiziell veröffentlicht wurde.
| Veröffentlichungen |                   |           |                     |                   |         |
| Region             | Datum             | Version   | Format              | Label             | Quellen |
| Weltweit           | 01. Oktober 2022  | Japanisch | Download, Streaming | SMEJ, The Orchard | [ 12 ]  |
| Weltweit           | 09. November 2022 | Englisch  | Download, Streaming | SMEJ, The Orchard | [ 14 ]  |
| Japan              | 09. November 2022 | Limitiert | Compact Disc        | SMEJ              | [ 13 ]  |
| Taiwan             | 25. November 2022 | Limitiert | Compact Disc        | Sony Music Taiwan | [ 16 ]  |

## Titelliste
| Digitale Download- und Streamingsingle (Originalversion)   |                                                |      |
| 1                                                          | Shukufuku (祝福 Aidoru)                        | 3:16 |
| Digitale Download- und Streamingsingle (Englische Version) |                                                |      |
| 1                                                          | The Blessing                                   | 3:13 |
| limitierte CD- und Vinyl-Single                            |                                                |      |
| 1                                                          | Shukufuku (祝福)                               | 3:14 |
| 2                                                          | The Blessing (englische Version)               | 3:14 |
| 3                                                          | Shukufuku -Anime Edit- (祝福 -Anime Edit-)     | 1:30 |
| 4                                                          | Shukufuku -Instrumental- (祝福 -Instrumental-) | 3:12 |

## Musikvideo
Ein offizielles Musikvideo, welches unter der Regie von Nobutaka Yoda alias 10Gauge unter Mithilfe von Animationsregisseur Yutaro Kubo entstand, erschien am 2. Oktober 2022 auf dem YouTube-Kanal des Duos. Das Video nutzt die visuellen Elemente wie die Anime-Fernsehserie, wirkt aber „wärmer“ als die Handlung der Serie. Das Musikvideo wurde knapp 66 Millionen Mal aufgerufen (Stand: 23. Juli 2023).
Eine auf Englisch lokalisierte Version des Musikvideos wurde am 8. November 2022 veröffentlicht und knapp zwei Millionen Mal aufgerufen (Stand: 23. Juli 2023).
Am 2. Juli 2023 veröffentlichten die Musiker einen Live-Mitschnitt des Videos von ihrem Konzert in der Saitama Super Arena, welches im Rahmen ihrer ersten Arenatournee „Denkosekka“ aufgezeichnet wurde. Nach drei Wochen erreichte das Live-Video knapp viereinhalb Millionen Aufrufe auf YouTube (Stand: 23. Juli 2023).

## Rezeption

### Besprechungen
Tsuki no Hito bewertete das Lied in seiner Besprechung für das japanische Entertainmentportal Real Sound überwiegend positiv und bezeichnete den Pianoklang als wunderschön und das instrumentale Arrangement als belebend. Die versteckte Unbehagenheit wecke ein aufregendes Gefühl, welches den Gundam-Werken und dessen vielen Kampfszenarien gerecht werde. Tomoyuki Mori und Akiko Watabe schrieben auf der gleichen Plattform, dass das Klanggewand die „Geschmeidigkeit, Schönheit und Stärke in Einklang bringe, die Weltanschauung in Mobile Suit Gundam: The Witch from Mercury hervorhebe und zugleich die Innovationskraft Yoasobis demonstriere.“ Fumiaki Amano befand, dass das Lied wohl das Titelstück für das Musikerduo selbst sein könnte.
Nahda Nabiilah lobte das Lied in ihrer Besprechung für Game Rant und schrieb unter anderem, dass das Lied aufgrund seines aufheiternden Klangs einen enthusiasmussteigernde Wirkung auf die Hörer habe und dazu anrege, mit einer positiven Einstellung die Episoden zu sehen.

### Chartplatzierungen
Shukufuku erreichte nach der Veröffentlichung der CD-Single Platz drei der offiziellen Singlecharts, wo sich das Lied insgesamt fünf Wochen lang halten konnte. Die gleiche Platzierung erreichte das Werk in den kombinierten Singlecharts, die von Oricon erhoben werden. In diesen Charts hielt sich das Stück 42 Wochen lang auf.
Bezogen auf den Billboard-Charts konnte sich Shukufuku auf Platz 76 der Global 200 positionieren, während in Hongkong Platz zwölf erreicht werden konnte. In den Billboard Japan Hot 100 erreichte Shukufuku mit Platz zwei seine Höchstposition. In den Jahrescharts von Billboard Japan landete das Lied auf Platz 74 für das Jahr 2022.
| Offizielle Singlecharts \| ChartsChartplatzierungen \| Höchstplatzierung \| Wochen \| \| ------------------------ \| ----------------- \| ------ \| \| Japan (Oricon)[28] \| 3 (5 Wo.) \| 5 \| |                   |        |
| ChartsChartplatzierungen | Höchstplatzierung | Wochen |
| Japan (Oricon) | 3 (5 Wo.)         | 5      |

### Musikalische Auszeichnungen
Shukufuku wurde von der Recording Industry Association of Japan (RIAJ) zwischenzeitlich sowohl im Download- als auch im Streaming-Segment mit Platin bedacht.
| Land/Region  | Auszeichnungen für Musikverkäufe (Land/Region, Auszeichnung, Verkäufe) | Verkäufe |
| ------------ | ---------------------------------------------------------------------- | -------- |
| Japan (RIAJ) | Platin                                                                 | 250.000  |
| Insgesamt    | 1× Platin ·                                                            | 250.000  |

| Land/Region  | Auszeichnungen für Musikverkäufe (Land/Region, Auszeichnung, Verkäufe) | Verkäufe    |
| ------------ | ---------------------------------------------------------------------- | ----------- |
| Japan (RIAJ) | Platin                                                                 | 100.000.000 |
| Insgesamt    | 1× Platin ·                                                            | 100.000.000 |

## Auszeichnungen und Nominierungen
| Jahr | Auszeichnung           | Kategorie                      | Resultat  | Quellen |
| ---- | ---------------------- | ------------------------------ | --------- | ------- |
| 2022 | Anime Song Awards      | Composition Award              | Nominiert | [ 30 ]  |
| 2022 | Fall 2022 Anime Awards | Favorite Opening Theme Song    | Gewonnen  | [ 31 ]  |
| 2023 | Anime Trending Awards  | Opening Theme Song of the Year | 6. Platz  | [ 32 ]  |
| 2023 | Newtype Anime Awards   | Best Theme Song                | 3. Platz  | [ 33 ]  |